# Luana Márton
Luana Márton (Tenerife, 16 de febrero de 2006) es una deportista hispano-húngara que compite en taekwondo.  Su hermana gemela Viviana compite en el mismo deporte.
Ganó una medalla de oro en el Campeonato Mundial de Taekwondo de 2023 y una medalla de bronce en el Campeonato Europeo de Taekwondo de 2024. En los Juegos Europeos de Cracovia 2023 consiguió una medalla de plata en la categoría de –57 kg.
Es hija de padres húngaros, pero nació en Tenerife (España). Aunque se crio y se formó deportivamente en España, decidió representar internacionalmente al país de sus padres.

## Palmarés internacional
| Campeonato Mundial | Campeonato Mundial      | Campeonato Mundial | Campeonato Mundial |
| Año                | Lugar                   | Medalla            | Categoría          |
| ------------------ | ----------------------- | ------------------ | ------------------ |
| 2023               | Bakú (Azerbaiyán)       | Medalla de oro     | –57 kg             |
| Juegos Europeos    |                         |                    |                    |
| Año                | Lugar                   | Medalla            | Categoría          |
| 2023               | Krynica-Zdrój (Polonia) | Medalla de plata   | –57 kg             |
| Campeonato Europeo |                         |                    |                    |
| Año                | Lugar                   | Medalla            | Categoría          |
| 2024               | Belgrado (Serbia)       | Medalla de bronce  | –57 kg             |